# 马秀乡
马秀乡，是中华人民共和国西藏自治区昌都市边坝县下辖的一个乡镇级行政单位。

## 行政区划
马秀乡下辖以下地区：
布谷村、马秀村、曲桑村、许巴村、推村、果玉村、宗琼村和玉湖村。